# En rigtig tiger
En rigtig tiger er en dansk kortfilm fra 2015 instrueret af Sylvia Le Fanu.

## Handling
Filmen handler om to unge beboere på et kollegium, deres spirende forelskelse og deres ungdoms usikkerhed og om at gribe øjeblikket, når det kommer.

## Medvirkende
- Joakim Joe Tranberg, Albert
- Teresa Brolin Tani, Clara
- Asger Gram Johansen, Batman